# Nils Bruce (orgelbyggare)
Nils Bruce, tidigare Månsson, var en svensk orgelbyggare. Han byggde orgelverk i Östergötland och Uppland under 1600-talet.
Bruce var amatörorgelbyggare i Uppsala.  Bruce anlitades för reparationer på orglar och har byggt minst ett orgelverk i Tierps kyrka år 1650. Fasaden finns nu bevarad till orgeln i Åkerby kyrka.
Han var bror till domkyrkoorganisten och orgelbyggare Anders Bruce.

## Lista över orglar
| År   | Ursprunglig kyrka | Stift   | Bild | Manualer | Pedal   | Stämmor | Bevarad orgel/fasad | Övrigt |
| ---- | ----------------- | ------- | ---- | -------- | ------- | ------- | ------------------- | --- |
| 1650 | Tierps kyrka      | Uppsala |      | 1        | Bihängd | 7       | Ja/Ja               | Orgeln såldes 1745 till Åkerby kyrka. Anders Holm och Carl Holm, Uppsala satte upp orgeln i den nya kyrkan. 1767 sattes en trumpetstämma in i orgeln av Niclas Söderström och Mattias Swahlberg den yngre. 1886 byggdes orgeln om av Johan Edberg, Björklinge och tog han bort trumpetstämman från 1767. 1929 renoverades och omintonerades orgeln av Carl Richard Löfvander, Enskede. 1979 renoverades orgeln av Nils-Olof Berg, Nye. Fasaden finns i Åkerby kyrka. |